# Parasmittina erecta
Parasmittina erecta är en mossdjursart som beskrevs av Gordon och Jean-Loup d'Hondt 1997. Parasmittina erecta ingår i släktet Parasmittina och familjen Smittinidae. Inga underarter finns listade i Catalogue of Life.